# ۶۳۳ (قمری)
۶۳۳ (قمری)، ششصد و سی و سومین سال در گاهشماری هجری قمری است. اول محرم این سال برابر با پانزدهم سپتامبر سال ۱۲۳۵ میلادی است.